# Ronin (samoerai)

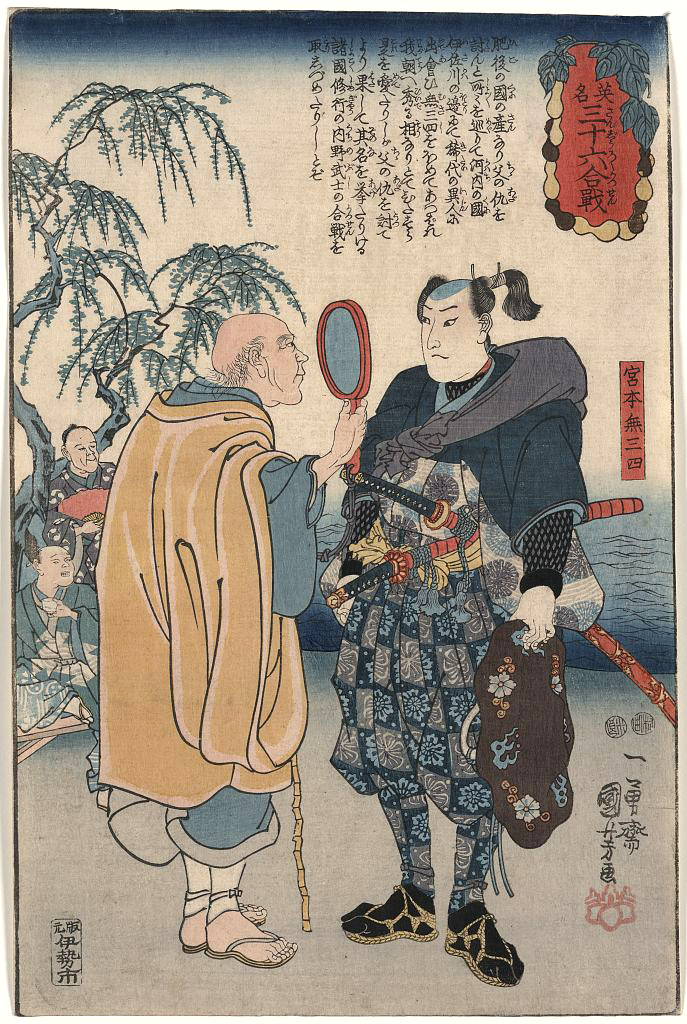
Een houtblokschildering van de ronin Miyamoto Musashi, rechts op de afbeelding.

Een ronin (Japans: 浪人, rōnin) was een samoerai die geen daimyo of andere meester (meer) diende. Dit kon komen omdat hij door zijn daimyo weggestuurd was, zijn daimyo gestorven of in ongenade gevallen was bij de shogun, of omdat hij zelf verkoos geen meester te dienen. Een samoerai die ronin werd omdat hij werd weggestuurd, leefde meestal afgelegen in de bergen, waar hij bandieten doodde, en probeerde om weer bij zijn meester in de gratie te komen. Soms kwamen meerdere ronin bij elkaar om samen over te gaan tot plunderen.
De zevenenveertig ronin is een in Japan algemeen bekend verhaal gebaseerd op ware gebeurtenissen in 1701-1703, waarbij 47 ronin een complot smeedden om hun daimyo, die na een ondoordachte actie zelfmoord moest plegen, te wreken en dit ook uitvoerden.
Op 3 december 2016 publiceerde de krant de Asahi Shimbun een geïllustreerd artikel waarin een verslag getoond werd over de eindstrijd van de 47 Ronin in het kasteel van Edo. Het handschrift werd gevonden in een van de tempels van de Reine Land-boeddhistische stroming de Nishi Hongwanji. Het handschrift blijkt een lange brief te zijn, gedateerd 21 maart 1701, waarin de priesters van Nishi-Hongwanji opheldering vragen aan die van Tsukiji Hongwanji over de omstandigheden van de ranshin (je kop verliezen) gepleegd op de samurai Kira Kozukenosuke.